# George Phillips Bond
George Phillips Bond, ameriški astronom, * 20. maj 1825, Dorchester, sedaj del Bostona, Massachusetts, ZDA, † 17. februar 1865, Cambridge, Massachusetts, ZDA.

## Življenje in delo
George je bil sin Williama Bonda. Izučil se je za astronoma, ko je pomagal svojemu očetu pri delu v observatoriju. Ukvarjal se je z Osončjem in med drugim odkril 11 kometov.
Ko sta z očetom skupaj raziskovala Saturn, je George leta 1848 odkril njegov osmi naravni satelit Hiperion (Hyperion). Neodvisno od njega je satelit odkril istega leta tudi Lassell.
Leta 1856 je pokazal, da je slika svetlejše zvezde na fotografski plošči večja zaradi močnejšega vpliva na zrnca srebrovega bromida. Zaradi tega je bilo mogoče oceniti njen sij. Leta 1857 sta Bonda skupaj s F. Whipleyem posnela prvi dvojni zvezdi Mizar v Velikem medvedu. Pri tem se mu je posrečilo, da je na fotografijo ujel obe zvezdi. To je bila prva fotografija dvojne zvezde.
Ko je leta 1859 umrl oče, ga je nasledil kot predstojnik Observatorija Kolidža Harvard (Harvard College Observatory, HCO).

## Priznanja

### Nagrade
Leta 1865 mu je Kraljeva astronomska družba podelila zlato medaljo.

### Poimenovanja
Po njem se imenujeta udarna kraterja na Luni (G. Bond) in Marsu (Bond). Po njem in očetu Williamu se imenuje asteroid 767 Bondia.